# Fernando Frutuoso de Melo
Fernando Augusto Rodrigues Frutuoso de Melo GCC • GCIH (Monte, Funchal, 25 de setembro de 1955) é desde 2016 o Chefe da Casa Civil do Presidente da República, Marcelo Rebelo de Sousa. Licenciado em Direito pela Faculdade de Direito da Universidade de Lisboa, estudou ainda História e Gestão Pública. Alto dignitário do Estado, exerceu vários cargos de topo na Administração Pública Portuguesa e Europeia. Teve funções administrativas, técnicas e de chefia no Estado e nos gabinetes de diversos Membros do Governo. Entre 1987 e 2016 desempenhou diversos cargos técnicos e de chefia na Comissão Europeia, em Bruxelas. É o único Português que fez carreira da base até ao topo tanto na Função Pública Portuguesa como na Europeia.

## Biografia
Nasceu em Monte, Funchal, a 25 de setembro de 1955, filho de pai alto funcionário do Estado e mãe Professora; é casado, pai de três filhas.
Estudos secundários concluídos no Liceu Camões, em Lisboa e licenciado em Direito pela Faculdade de Direito da Universidade de Lisboa. Frequentou igualmente o curso de História na Faculdade de Letras da Universidade de Lisboa e o mestrado em Gestão Pública, na Solvay Business School em Bruxelas. Completou também o Curso de Defesa Nacional, CDN85, Instituto de Defesa Nacional, em Lisboa, e o Curso de Estudos Europeus, Instituto Nacional de Administração, em Oeiras.
Para além da língua materna é fluente em Francês e em Inglês, com conhecimentos básicos de Alemão e Espanhol.
Frequentou numerosos cursos de formação nos domínios de gestão, informática, finanças e orçamentação públicas, gestão de recursos humanos e negociação.
É funcionário público desde fevereiro de 1975.

## Carreira Profissional

### Função Pública Portuguesa: de Escriturário a Diretor Geral
Iniciou a carreira profissional na então Caixa Nacional de Pensões, em Lisboa, em Fevereiro de 1975, como escriturário de 3ª classe, sendo responsável pela instrução de processos de pensão de invalidez. Frequentou em paralelo a Faculdade de Direito de Lisboa.
Terminada a licenciatura em Direito, foi nomeado Técnico Superior nos então Serviços Médico-Sociais de Leiria (hoje ARS) em 1/1/1977, com funções de apoio jurídico, na altura da criação do Serviço Nacional de Saúde.
Em 1978 e 1979, foi destacado junto do Diretor Regional de Segurança Social de Leiria, tendo participado na elaboração e implementação da nova legislação orgânica da Segurança Social.
Durante este período 1977/79 completou o estágio de advocacia e inscreveu-se na Ordem dos Advogados.
Em janeiro de 1980, foi nomeado Adjunto do Secretário de Estado da Indústria, Prof. Eng. Ricardo Bayão Horta,  tendo trabalhado nos processos de privatização nomeadamente dos cimentos e siderurgia, que tinham sido nacionalizados em 1975.
Em outubro de 1980 foi nomeado Técnico Superior Principal na Direção Geral da Segurança Social.
Em janeiro de 1981 foi nomeado Adjunto do Ministro da Administração Interna, Dr. Fernando Amaral; em Maio foi nomeado Chefe de Gabinete da Secretária de Estado do Ambiente, Dra. Margarida Borges de Carvalho, foi co-autor da lei orgânica do Ambiente e dos diplomas que criaram o parque Natural de Sintra-Cascais e a Reserva da Malcata.
Em setembro de 1981 foi nomeado Chefe de Gabinete do Secretário de Estado da Presidência do Conselho de Ministros, Prof. Doutor Marcelo Rebelo de Sousa e em junho de 1982, Chefe de Gabinete do mesmo, então Ministro dos Assuntos Parlamentares, quando se procedeu à 1ª Revisão Constitucional.
Em junho de 1983 foi nomeado assessor do Vice-Primeiro Ministro e Ministro da Defesa Nacional, Prof. Doutor Carlos da Mota Pinto.
Entre 1984 e 1986, foi Presidente da Comissão de Liquidação da Fundação Salazar, preparando a transferência dos mais de mil fogos da Fundação para as autarquias locais onde se localizavam.
Entre 1983 e 1985 exerceu advocacia em Lisboa (no escritório do Prof. Doutor Marcelo Rebelo de Sousa) e colaborou em diversos jornais.
Em janeiro de 1985 foi nomeado membro do Conselho Diretivo do Centro Regional de Segurança Social de Lisboa (cargo equiparado a Diretor).
Em janeiro de 1986 for nomeado Presidente da Administração Regional de Saúde de Lisboa (cargo equiparado a Diretor Geral).
Em setembro de 1986 deixou a Função Pública e trabalhou até Abril de 1987 como Diretor numa empresa privada do setor turístico, no Funchal, Madeira.

### Comissão Europeia: de Técnico a Diretor Geral
A 1 de maio de 1987 foi recrutado pela Comissão Europeia como funcionário, depois de passar um dos primeiros concursos públicos abertos a Portugueses. Iniciou a carreira europeia na Direção Geral do Desenvolvimento, hoje designada Direção Geral das Parcerias Internacionais, onde trabalhou até ao fim de 1996, tendo exercido funções de administrador (técnico superior), em seguida de Assistente de três Diretores Gerais e como Chefe de Unidade.
Em janeiro de 1997 for nomeado Conselheiro do Diretor Geral do Pessoal e Administração, tendo lançado o primeiro programa de reforma administrativa da Comissão Europeia.
Entre novembro de 1999 e Novembro de 2003, tirou uma licença sem vencimento, e regressou a Lisboa, onde trabalhou como advogado, juntamente com os dois irmãos, na sociedade António Frutuoso de Melo & Associados. Neste período trabalhou também como consultor do Ministério dos Negócio Estrangeiros em matérias relativas à construção europeia.
Em dezembro de 2003 voltou à Comissão Europeia, em Bruxelas, como Chefe de Unidade na Direção Geral das Pescas (hoje DG MARE).
Em setembro de 2004 for nomeado Chefe de Gabinete Adjunto do Comissário Olli Rehn, então responsável pela política de Alargamento, tendo participado em particular nos processos de adesão à União Europeia da Roménia e da Bulgária.
Em junho de 2006 foi nomeado Diretor no Secretariado Geral da Comissão Europeia, sendo responsável pelas relações com o Parlamento Europeu e com os Parlamentos nacionais, assim como com o Provedor de Justiça Europeu e os Comités das Regiões e Económico e Social. Lançou a nova política de consulta dos parlamentos nacionais prevista no Tratado de Lisboa. Reforçou as relações entre a Comissão e o Parlamento, participou na preparação da eleição do Presidente da Comissão (segundo mandato do Dr. Durão Barroso) e coordenou a preparação das audições parlamentares dos Comissários.
Em novembro de 2009, foi nomeado Chefe de Gabinete Adjunto do Presidente da Comissão Europeia, Dr. José Manuel Durão Barroso, tendo trabalhado principalmente nos domínios das relações interinstitucionais e na concetualização, preparação e negociação do Quadro Financeiro Multianual para 2014-2020, assim como de várias das bases jurídicas de execução do mesmo. Trabalhou igualmente na flexibilização dos Fundos estruturais nos países em programa de ajustamento, como Portugal.
Em maio de 2012 foi nomeado Diretor Geral Adjunto dos Recursos Humanos e Segurança, tendo nomeadamente participado na conclusão da negociação do novo estatuto do pessoal.
Em novembro de 2013 foi nomeado Diretor Geral da Cooperação Internacional e do Desenvolvimento, serviço onde iniciou a sua carreira europeia em 1987 e que era o maior serviço da Comissão, com 3.500 funcionários em 115 países e um orçamento anual em gestão direta de cerca de 8.000 milhões de euros. Foi responsável pela cooperação com os países de Africa, Caraíbas e Pacífico, América Latina e Asia, com a gestão do Fundo Europeu de Desenvolvimento e vários outros instrumentos de cooperação para o desenvolvimento.

### Chefe da Casa Civil do Presidente da República
A 9 de março de 2016 foi nomeado Chefe da Casa Civil do novo Presidente da República, Prof Doutor Marcelo Rebelo de Sousa. A 9 de Março de 2021, foi, de novo, nomeado para aquelas funções, no segundo mandato do Presidente da República, na sequência da reeleição deste.

## Condecorações
- Grande-Oficial da Ordem do Infante D. Henrique (9 de Junho de 2015).[10][11][12]
- Grã-Cruz da Ordem de Isabel a Católica de Espanha (28 de Novembro de 2016).[13][14]
- Grã-Cruz da Ordem de Fénix da Grécia (21 de Abril de 2017).[13]
- Grã-Cruz da Ordem do Mérito do Grão-Ducado do Luxemburgo (22 de Junho de 2017).[13]
- Grã-Cruz da Ordem do Infante D. Henrique (7 de março de 2022).[12][15]
- Grã-Cruz da Ordem Militar de Cristo (16 de Abril de 2025).[16][12]